# Jussi-béton pour l'œuvre d'une vie
Jussi-béton pour l'œuvre d'une vie (finnois : Betoni-Jussi elämäntyöstä), en bref Jussi-béton (finnois : Betoni-Jussi) est l'un des prix Jussis de l'industrie cinématographique finlandaise, qui est distribué par Filmiaura. 

## Présentation
Betoni-Jussi est un prix spécial décerné pour l'importante de l'œuvre d'une vie pour le cinéma finlandais.
Betoni-Jussi est décerné à une personne mais en 1990, le prix a été décerné exceptionnellement au Festival du film de Tampere. 
Les trophées des prix Jussi sont généralement en plâtre, mais les trophées du Betoni-Jussi sont en béton, comme son l'indique le nom du prix.

## Lauréats
| Année | Lauréat                     |
| ----- | --------------------------- |
| 1978  | Teuvo Aura                  |
| 1978  | Annikki Arni                |
| 1979  | Paula Talaskivi             |
| 1980  | Tapio Vilpponen             |
| 1981  | Erik Blomberg               |
| 1981  | Eino Mäkinen                |
| 1985  | Spede Pasanen               |
| 1987  | Risto Orko                  |
| 1989  | Tapio Vilpponen             |
| 1990  | Festival du film de Tampere |
| 1991  | Renny Harlin                |
| 1992  | Peter von Bagh              |
| 1997  | Jukka Mäkelä                |
| 1998  | Vesa-Matti Loiri            |
| 2008  | Åke Lindman                 |
| 2010  | Lasse Pöysti                |
| 2011  | Matti Kassila               |
| 2012  | Elina Salo                  |
| 2013  | Anneli Sauli                |
| 2014  | Jörn Donner                 |
| 2015  | Antti Litja                 |
| 2016  | Kari Sohlberg               |
| 2017  | Helena Ylänen               |
| 2018  | Maunu Kurkvaara             |
| 2019  | Hannele Lauri               |
| 2020  | Markus Selin                |
| 2021  | Pirjo Honkasalo             |
| 2022  | Heikki Nousiainen           |